# Magnus Sibbersen
Magnus Sibbersen (født 20. maj 2001) er en dansk kajakroer, der har deltaget ved OL 2024 i Paris. 
Han vandt guld ved junior-EM i 2019 i enerkajak på både 1000 og 500 m, og ved European Games 2023 vandt han sølv i toerkajak (mixed) sammen med Emma Aastrand Jørgensen på 200 m. Han kom derpå med i firerkajakken sammen med Lasse Bro Madsen, Morten Graversen og Victor Gairy Aasmul, og denne firer blev nummer fem ved VM i 2023, en præstation, der resulterede i udtagelse til OL 2024. Her nåede de fire semifinalen, hvor de dog blev sidst i deres heat.